# Claudia Cavalcanti
Claudia Cavalcanti (* 1966 in Rom) ist eine italienische Schauspielerin und Fernsehregisseurin.

## Leben
Cavalcanti begann ihre Filmkarriere 1984 und wurde in schneller Zeit zur gefragten Darstellerin aufgeweckter Schönheiten. 1991 zog sie sich fast ganz vom Kino zurück und widmete sich Fernsehengagements. Neben Aufträgen für Werbespots und als Moderatorin war sie drei Jahre lang Regisseurin für den Sender HSE24, bevor sie gegen Ende des Jahrtausends ihre Karriere völlig abbrach und nach Indien ging. Dort widmete sie sich dem Buddhismus und der Meditation und erlernte zahlreiche therapeutische Techniken. 2008 legte sie ihren Master ab und arbeitet als Beraterin und Übungsleiterin für bioenergetische Kurse.

## Filmografie (Auswahl)
- 1984: Der dicke König Dagobert (Dagobert)
- 1984: Ein bißchen verliebt (Amarsi un po'…)
- 1987: Liebe, Triebe, Seitenhiebe (Il fascino sottile del peccato)
- 1988: Skandal in Verona (Due fratelli) (Fernseh-Miniserie)
- 1998: Borderline